# Portell de l'Ós
El Portell de l'Ós és una collada del massís del Port del Comte que comunica els camps de dolines de la capçalera de la rasa del Sucre amb els prats de Bacies. Situat a 2.091,4 m. d'altitud, es troba dins el terme del poble de La Coma. Hi passa una pista forestal que surt del refugi de la Bòfia i arriba al Puig de les Morreres.